# Douar El Ma
Douar El Ma (în arabă دوار الماء) este o comună din provincia El Oued, Algeria.
Populația comunei este de 5.543 de locuitori (2008).